# Obetia
Obetia es un género con 10 especies de plantas de flores de la familia de las Urticaceae.

## Especies seleccionadas
- Obetia aldabrensis
- Obetia australis
- Obetia carruthersiana
- Obetia ficilifolia
- Obetia laciniata